# Хадсон, Марта
Марта Б. Хадсон (англ. Martha B. Hudson; род. 21 марта 1939) — американская легкоатлетка, которая специализировалась в беге на короткие дистанции.

## Биография
Олимпийская чемпионка в эстафете 4×100 метров (1960).
Эксрекордсменка мира в эстафете 4×100 метров.
Чемпионка США в эстафете 4×110 ярдов (1958, 1960).